# Норт-Уолл
Норт-Уолл (англ. North Wall; ирл. Port Thuaidh) — городской район Дублина в Ирландии, находится в административном графстве Дублин (провинция Ленстер).